# گپ (زمین‌چهر)
گپ در علوم زمین به تنگ و معبر آبی گفته می‌شود که محور ساختمان تک‌شیب (تیغه یا هوگ‌بک) را در یک رشته‌کوه شکافته باشد. چنانچه معبر آب محور تاقدیس را بریده باشد به آن کلوز می‌گویند.